# Serina endopeptidasi
Le serina endopeptidasi o peptidasi a serina o peptidasi seriniche o proteasi seriniche sono una categoria di enzimi proteolitici che possono avere origine animale, vegetale, fungina o batterica. 
Devono il nome al sito catalitico mediante il quale esercitano l'azione idrolitica, costituito appunto da una serina.

## Serina endopeptidasi vegetali
Alcune serina endopeptidasi sono prodotte da piante, costituendo il gruppo più numeroso di proteasi vegetali e possono essere estratte per l'impiego in diversi settori.

### Esempi
Quelle estratte da orzo (ordolisina, SEP-1), soia, riso, lattuga (lettucina), melone (cucumisina) sono solo alcune delle più conosciute.